# Ninfa

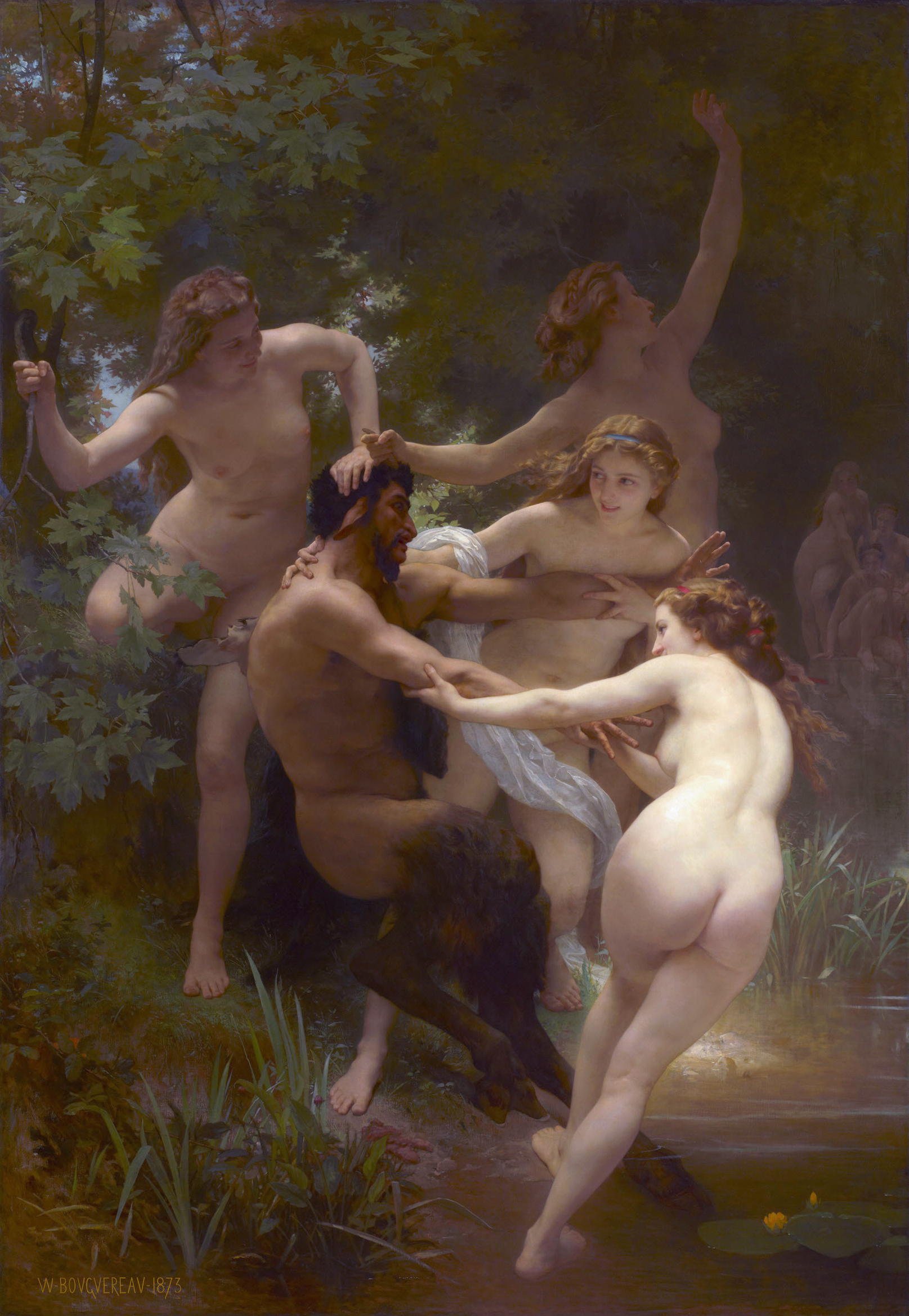
Ninfas y sátiro de William-Adolphe Bouguereau (1873).

En la mitología griega, una ninfa (en griego antiguo, νύμφα) es una deidad menor femenina típicamente asociada a un lugar natural concreto, como puede ser un manantial, un arroyo, un monte, un mar o una arboleda.
Se les aplicaba el título de olímpicas, y se decía que eran convocadas a las reuniones de los dioses en el Olimpo y que eran hijas de Zeus: «Nueve generaciones de hombres en flor vive una corneja graznadora; un ciervo, la vida de cuatro cornejas; a tres ciervos hace viejos el cuervo; mientras que el fénix a nueve cuervos. A diez fénix hacemos viejos nosotras, las ninfas de hermosos bucles, hijas de Zeus que empuña la égida».

Diferentes de los dioses, las ninfas suelen considerarse espíritus divinos que animan la naturaleza (ora referidas como el elemento natural directamente, ora como hijas de ese elemento), se representan en obras de arte como hermosas doncellas desnudas o semidesnudas, que aman, cantan y bailan. Poetas posteriores las describen a veces con cabellos del color del mar. Se creía que moraban en los árboles, en las cimas de montañas, en ríos, arroyos, cañadas y grutas. 
«Las ninfas, que moran en las hermosas forestas (ἄλσεα, álsea), en los manantiales de los ríos (πηγαὶ ποταμῶν, pēgaí potamôn) y en los herbosos prados (πίσεα ποιήεντα, písea poiēenta)»
Aunque nunca envejecen ni mueren por enfermedad, y pueden engendrar de los dioses hijos completamente inmortales, ellas mismas no son necesariamente inmortales, pudiendo morir de distintas formas, aunque para Homero todas las ninfas son inmortales; y, como a diosas, se les hacían sacrificios.
Homero las describe con más detalle presidiendo los juegos, acompañando a Artemisa, bailando con ella, tejiendo en sus cuevas prendas púrpuras y vigilando amablemente el destino de los mortales. A lo largo de los mitos griegos actúan a menudo como ayudantes de otras deidades principales, como el profético Apolo, el juerguista dios del vino Dioniso y dioses rústicos como Pan y Hermes. Los hombres les ofrecían sacrificios en solitario o junto con otros, como por ejemplo Hermes. Con frecuencia eran el objetivo de los sátiros.
El matrimonio simbólico de una ninfa y un patriarca, a menudo el epónimo de un pueblo, se repite sin fin en los mitos fundacionales griegos; su unión otorgaba autoridad al rey arcaico y su linaje.

## Etimología
Las ninfas son personificaciones de las actividades creativas y alentadoras de la naturaleza, la mayoría de las veces identificadas con el flujo dador de vida de los manantiales. Como señala Walter Burkert, «la idea de que los ríos son dioses de la mitología griega y las fuentes ninfas divinas está profundamente arraigada no solo en la poesía sino en las creencias y rituales; la adoración de estas deidades está limitada solo por el hecho de que se identifican inseparablemente con una localidad concreta.»
La palabra griega «νύμφη» significa «novia» y «velado», entre otras cosas; es decir, una joven en edad casadera. Otros hacen referencia a esta palabra (y también a la latina «nubere» y a la alemana «Knospe») como una raíz que expresa la idea de crecer (según Hesiquio de Alejandría, uno de los significados de «νύμφη» es «capullo de rosa»).

## En la mitología romana
Las ninfas griegas eran espíritus invariablemente vinculadas a lugares, no muy diferentes de los genii loci latinos, y la dificultad de transferir su culto puede verse en el complicado mito que llevó Aretusa a Sicilia. En las obras de los poetas latinos educados en griego, las ninfas absorbieron gradualmente en sus categorías a las divinidades indígenas italianas de los manantiales y los cursos de agua (Juturna, Egeria, Carmenta, Fonto), mientras que las linfas (originalmente Lumpae) o diosas del agua italianas, debido a la similitud fortuita de sus nombres, pudieron ser identificadas con las ninfas griegas. Es improbable que las mitologías de los poetas romanos clasicistas influyeran en los ritos y cultos de las ninfas individuales veneradas por los campesinos en las fuentes y cañadas del Lacio. Entre los romanos cultos su esfera de influencia fue reducida, y aparecen casi exclusivamente como divinidades del medio acuático.

## Clasificación de ninfas

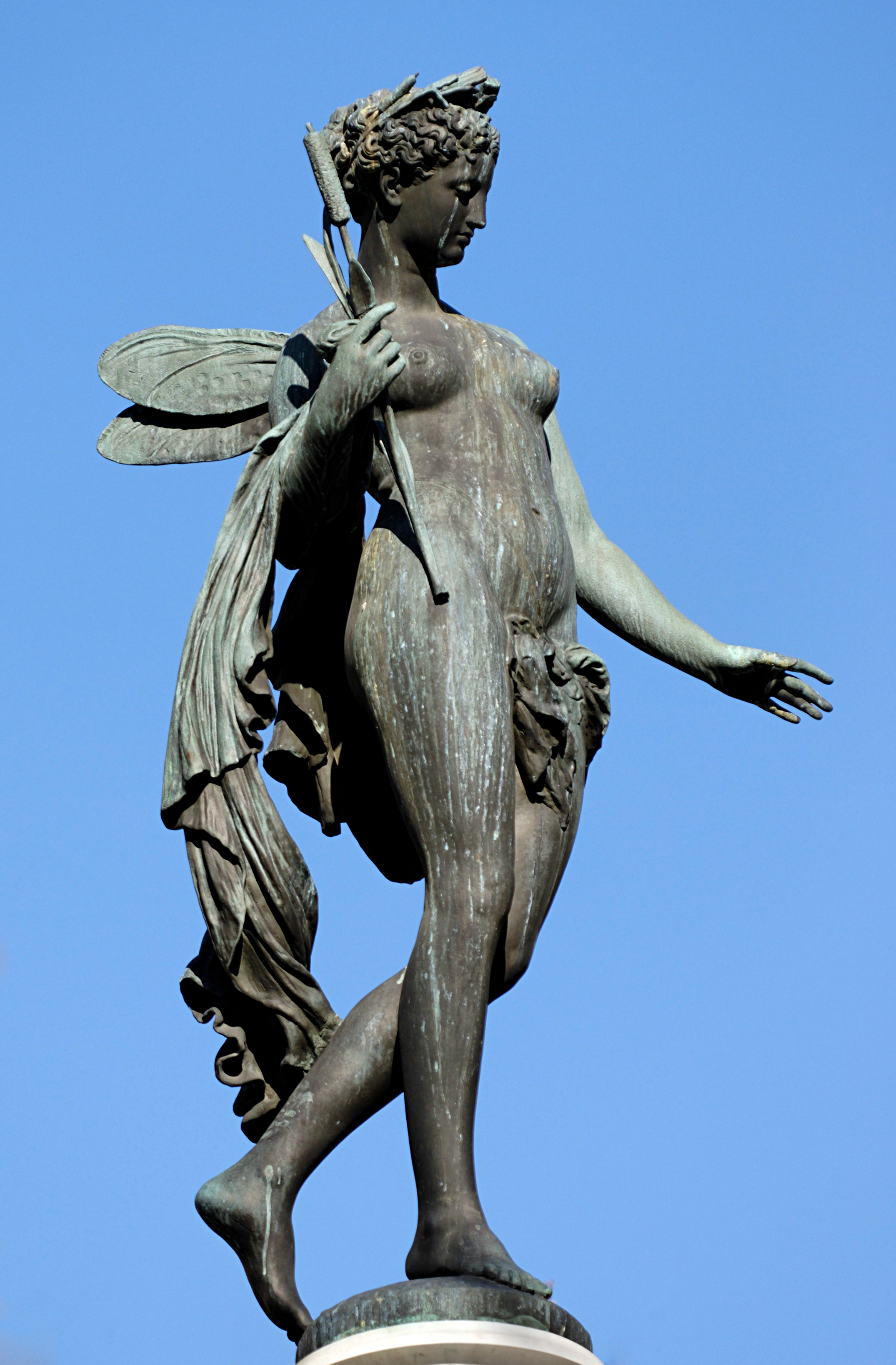
Ninfa Fluvial, por Mathurin Moreau.

Las ninfas pueden ser divididas en dos grandes clases. La primera abarca a todas aquellas consideradas como un tipo de divinidad inferior asociada al culto de la naturaleza. La segunda clase de ninfas son personificación de tribus, razas y estados. Son las «ninfas ctónicas» o «ninfas locales» (νύμφαι χθόνιαι). De entre las ninfas ctónicas algunas eran epónimas, como por ejemplo Etna, Egina, Cirene, Nemea, Esparta o Tebe. 
Los griegos antiguos veían en los fenómenos naturales una manifestación de la divinidad. Fuentes, ríos, grutas, árboles y montañas; todos les parecían cargados de vida y no eran más que las encarnaciones visibles de agentes divinos. Los saludables y beneficiosos poderes de la naturaleza eran, pues, personificados, y las sensaciones producidas por la contemplación del paisaje (tales como sobrecogimiento, terror, alegría y placer) se atribuían a la acción divina.
Algunas ninfas se encargaban del cuidado de los niños y la protección de los jóvenes. Según el comentarista romano Servio, estas se llamaban curótrofas (curotrophae, «las que amamantan a los jóvenes»).  Otras ninfas son descritas con una variedad de epítetos, tales como karpotróphoi (καρποτρόφοι, «comedoras de frutos»), aipolikaí (αἰπολικαί, «protectoras de cabras») o nómiai (νόμιαι, «pastorales»). 

### Ninfas acuáticas ohidríades
Las «ninfas acuáticas» eran también conocidas colectivamente como hidríades (Ὑδριάδες). Este término, que es un poco menos común que náyade, solo cobró importancia en la literatura tardía y proviene de ὕδωρ («agua»). Muchas ninfas vivían en diversos cuerpos de agua, incluyendo mares, ríos, lagos, fuentes y pantanos. Las ninfas acuáticas podían describirse colectivamente como náyades o hidríades. Los griegos solían imaginar que las ninfas acuáticas vivían en cuevas o grutas acuáticas. La Odisea contiene una famosa descripción de la cueva de las ninfas en la costa de la isla de Ítaca, hogar de Odiseo.
Eustacio nos habla de los tres tipos de ninfas acuáticas más comunes en la poesía: Nereidas (Νηρηΐδες) si son ninfas del mar, Náyades (Ναϊάδες) si son ninfas de las fuentes de agua dulce y Oceánides (Ὠκεανίδες) si son ninfas del «gran océano».  En conjunto, las ninfas acuáticas se denominaban con mayor frecuencia náyades o, en ocasiones, simplemente «ninfas náyades». Etimológicamente, el término «náyade» parece provenir del verbo νάω («fluir» o «líquido»).  La mayoría de las veces las náyades eran ninfas de las corrientes de agua dulce pero a veces también se llamaba náyades a las ninfas del mar.  Las náyades personificaban y protegían las masas de agua. Se solía pensar que vivían en cuevas húmedas del litoral o bien en grutas submarinas.  Otros grupos célebres de ninfas marinas ya descritas en la Teogonía son las Nereidas, cincuenta hijas de Nereo, y las Oceánides, tres mil hijas del río Océano.
Otras ninfas acuáticas se clasificaban según el tipo de agua que habitaban. Las potámides (ποταμηίδες) o epipotámides (ἐπιποταμίδες) eran las ninfas de los ríos (de πόταμος, pótamos, «río»). Algunas eran llamadas según su río de origen, como Aqueloides (del Aqueloo), Anigrides (del Anigro), Amnisíades (del Amniso) o Pactólides (del Pactolo). Las creneas o crénides (κρηναῖαι) o pegeas (πηγαῖαι)  eran ninfas de los manantiales o fuentes (κρῆναι y πηγαί significan ambas «manantial» o «fuente»). Tardíamente a las ninfas de las fuentes también se las llamó efidríades (ephidryades) e incluso linfas (lymphae). Las limnades (λιμνάδες) eran ninfas de las lagunas (λίμνη) y las heléades (ἑλειονόμοι) de los pantanos (ἕλος). La forma limáquides (Λειμακίδες) se usaba antes como sinónimo de limneas o limnades (de las lagunas) pero actualmente se prefiere la definición de «ninfas de los pantanos».
Finalmente estarían las halias (ἅλιαι, «salado»), talasias (θαλάσσιαι, «del litoral»)  o enalias (ἐνάλιαι, «de la costa»), todas ellas traducidas simplemente como «ninfas del mar» (cfr. Halia y Talasa). Las hijas de los dioses marinos, como Poseidón, Nereo, Forcis, Ponto, Proteo o Tritón, caen dentro de esta categoría. Las ninfas halias son las que permiten un viaje próspero. En latín se las denomina como Nymphae Pelagi («ninfas pelágicas») o Nymphae Marini («ninfas marinas»).

### Ninfas terrestres oepigeas
Al igual que las aguas estaban repletas de ninfas, también lo estaba la tierra. Las ninfas vivían en las cumbres de las montañas, en las cuevas y en los bosques. Estas ninfas solían recibir el nombre de las características geográficas que habitaban y representaban. A menudo se las veía en compañía de otros dioses del bosque, como Pan o Artemisa. Algunas fuentes se refieren a todas las ninfas que vivían en tierra firme como epigeas (ἐπίγειοι, «sobre la tierra»). A veces a estas ninfas se las denominaban genéricamente como «ninfas del campo», «campestres» o «agrestes», llamándose entonces agrónomos (ἀγρονόμοι), agríades (ἀγριάδες), agrostinas (ἀγρωστῖναι) y agrestes (en latín).
Las ninfas de las montañas y grutas son llamadas Oréades (Ὀρειάδες). Este término proviene de la palabra ὄρος («montaña», cf. Ourea). Las ninfas de las montañas ostentaban numerosos títulos y epítetos que reflejaban su conexión con su hogar montañés. Las ninfas de las montañas también son conocidas como orestíades (ὀρεστιάδες, «de las montañas») o bien antríades (de ἄντρον, «cueva, gruta o antro»). Las Oréades parecen representar el grupo más amplio y general de ninfas terrestres y a menudo se decía que abarcaban las otras categorías de ninfas (como ninfas de los árboles o de los bosques). Muchas ninfas de las montañas tenían otros títulos derivados de las montañas donde vivían: las Citerónides o Esfragítides eran ninfas del monte Citerón que poseían poderes oraculares en tanto que las Coricias eran las ninfas de la cueva Coricia del monte Parnaso que estaban asociadas con Pan.
Las ninfas ‘arbóreas’ formaban una clase propia. Las más famosas eran las Dríades (Δρυάδες), que moran en los bosques y se deleitan en los árboles, y las Hamadríades (Ἁμαδρυάδες),  «que nacen y mueren con los árboles, pues cuando un árbol es talado una voz emerge del tronco y también brota la sangre». También se usa la forma Hadríades o Adríades (Ἁδρυάδες) que designa a las Hamadríades y que también puede ser traducido como «ninfas del bosque».  Quizás se concibieron originalmente como ninfas que vivían en robles (su nombre proviene de la palabra griega para «roble»), pero con el tiempo llegaron a representar a todas las ninfas que vivían en árboles específicos. Otros grupos más específicos de ninfas arbóreas no suelen ser comunes. Las Melias (Μελίαι) son las ninfas de los fresnos,  las Helíades fueron metamorfoseadas en chopos o alisos y las Hespérides fueron convertidas en álamo, olmo y sauce.
A veces se las conocía con diversos términos generales que significaban «las del bosque», con elementos basados en ὕλη (hýlē, «madera»), δρῦς (drýs, «árbol o encina») o δένδρον (déndron, «árbol»). Así tenemos ὑλονόμοι (hylonómoi), ὑληωροί (hylēōroí), δρυμίδες (drymídes), δρυμοχαρεῖς (drymochareîs), δενδρώδεις (dendrṓdeis) o δενδρίτιδες (dendrítides).
También eran importantes las numerosas ninfas que poblaban bosques, arboledas y valles. Se creía que a veces se aparecían y asustaban a los viajeros solitarios. Las ninfas de las arboledas son las Alseides (Ἀλσηίδες), las de los prados Limónides (Λειμωνιάδες) y las de los valles Auloníades (αὐλωνίαδες). En latín tenemos a las ninfas de los valles arbolados, las Napeas (Napaeae) y las de las llanuras, las Pedíades.

### Otros tipos de ninfas

#### Ninfas celestes
Algunas fuentes también hablaban de ninfas «celestiales» (οὐράνιαι, uranias), es decir, ninfas que de alguna manera estaban asociadas con el cielo y los astros.  Aunque el autor nos las individualiza, probablemente se trate de una referencia a las Híades y las Pléyades, diosas astrales (asterias, «de los astros») catasterizadas como constelaciones, y quizás también a las Hespérides, que estaban relacionadas con el «atardecer» y la puesta rojiza de sol. A menudo son denominadas como Atlántides porque su padre es Atlas, el titán que sostiene la bóveda de los cielos. Añádase a esta lista a las Néfelas (Νεφέλαι), ninfas de las nubes, y a las Auras (Αὔραι), ninfas de las brisas.  En ambos casos son descritas como hijas de Océano. A las ninfas de las brisas también las llaman Αεται (Aetai, «soplos») y Πνοιαι (Pnoiai, «vientos»)

#### Ninfas pastorales
Las ‘ninfas pastorales’ (boukolai), que protegían ovejas y rebaños, se conocían como Epimélides (Ἐπιμηλίδες), Hamamélides (Ἁμαμηλίδες), o Perimélides.  Solo son mencionadas en la poesía bucólica por los poetas helenísticos. En griego la palabra μῆλον (mēlon) designa tanto «manzana» como «oveja» por lo que también están asociadas a los manzanos (o por extensión a los árboles frutales). A las Hespérides se las llaman ninfas pastorales porque custodian manzanas. Pólux, hablando de una canción infantil, menciona a las ninfas de los manzanos (melíades), de los granados (reas) y de los fresnos (melias).  De carácter minoritario las fuentes tardías tienen algunas excepciones para un tipo concreto de ninfas, como las ninfas de las flores (antusas),  de la hiedra (cisias) y del laurel (dafneas).

#### Ninfas del inframundo
Otras ninfas están asociadas a los parajes subterráneos del inframundo. Alcmán menciona a un grupo de ninfas conocidas como Lámpades (Λαμπάδες), que parecen haber sido ninfas portadoras de antorchas que acompañaban a Hécate. Estacio, ya en latín, se refiere a las ninfas Avernales («del Averno»).  Estas ninfas son náyades hijas de los dioses fluviales que discurren por el inframundo y, por morar en los parajes pantanosos, se las llama Nymphae infernae paludis (‘ninfas del pantano infernal’).  Como nombres individuales destacan solo Estigia, Gorgira, Leuce, Mente y Orfne. Además Perseo se encontró en su periplo a ciertas ninfas innominadas que custodiaban los tesoros divinos. En una vasija son descritas como náyades, no obstante, dependiendo del traductor que se haga cargo se pudieran referir a estas como ‘ninfas estigias’, aunque este nombre nunca aparece en las fuentes escritas.  A Campe se la llama «aquella ninfa del Tártaro».

#### Ninfasdionisíacas
Dioniso o Baco es uno de los dioses olímpicos cuyo tíaso se compone de un cierto tipo de ninfas únicas, las ménades, equivalentes a las bacantes que son mujeres mortales. Las ménades personifican ‘lo salvaje’ (espíritus orgiásticos) de la naturaleza y ejercen dominio sobre las fieras, como aparecen ilustradas cabalgando panteras o con lobeznos en los brazos.  Similares a la ménades eran las ninfas lenas («de las Leneas»), mimalones («del monte Mimas») y tías, tíades o tuyas («del tíaso»). Las primeras de entre las ménades fueron las nodrizas de Dioniso, conocidas como Nisíades («del monte Nisa»).  A estas ninfas también se las ha denominado o confundido con las Híades o Dodónides (de Dodona).  También fueron las ninfas cisias («de la hiedra»).

#### Ninfas de las abejas
Las melisas (μέλισσαι) son unas ninfas con forma de abejas guiaron a los colonos que fueron a Éfeso.  Unas abejas sagradas fueron nodrizas de Zeus en una caverna de Creta.  De entre las melias del Dicte una de ellas era Panácride, una abeja que le proporcionaba miel dulce al infante Zeus.  Las Trías eran tres ninfas proféticas del monte Parnaso, también relacionadas con las abejas.

#### Ninfasrústicas
Algunas diosas menores antiguas caen dentro de la categoría de ninfas, como una suerte de versiones femeninas de algunos démones locales. De Cabiro y Hefesto nacieron los tres Cabiros y las tres «ninfas Cabírides».  A las hermanas de los Telquines se las conocen como «ninfas Telquinias».  Las hijas del demon Hecátero son las Hecatérides.

#### Ninfas de la voz
Según el Segundo Mitógrafo Vaticano, «los poetas dicen que las musas son ninfas y Varrón dijo que solo había tres tipos de ninfas: las que nacieron de las corrientes de agua, otras del sonido producido por el aire y un tercer tipo que están hechas solo de voz».  Las sirenas y las Hespérides son pródigas en el uso de la voz y el canto y son llamadas ninfas. Obviamente la ninfa más representativa en esta categoría es Eco.

## Adoración
Muchas de las ninfas presidían sobre las aguas o las fuentes, creyéndose que inspiraban a quienes bebían de ellas, por lo que se pensaba que las propias ninfas estaban dotadas de poderes proféticos u oraculares y los inspiraban a los hombres, otorgándoles así el don de la poesía. Los adivinos o sacerdotes inspirados eran por esto llamados a veces «ninfileptos» (νυμφύληπτοι). Sus poderes, sin embargo, varían con los de la fuente sobre la que presiden, considerándose así que algunas tenían el poder de devolver la salud a las personas enfermas, y como el agua es necesaria para alimentar a la vegetación así como a todos los seres vivos, las ninfas acuáticas (Hidríades, ἱδριάδες) eran también adoradas junto con Dioniso y Deméter como dadoras de vida y bendición a todas las criaturas, y este atributo es expresado por una variedad de epítetos, tales como καρποτρόφοι, αἰπολικαί, νόμιαι (‘nomias’), κουροτρόφοι (‘curótrofas’) y otros. Como su influencia era de esta forma ejercida sobre todas las secciones de la naturaleza, aparecen con frecuencia relacionadas con divinidades superiores, como por ejemplo con Apolo, el dios profético y protector de las manadas y rebaños; con Artemisa, la cazadora y protectora del juego, pues ella misma fue originalmente una ninfa arcadia; con Hermes, el fructífero dios de los rebaños; con Dioniso y con Pan, los Silenos y los Sátiros, a quienes se unían en deleites y bailes báquicos.
Los sacrificios ofrecidos a las ninfas solían consistir en cabras, corderos, leche y aceites, pero nunca vino. Eran adoradas y honradas con santuarios en muchas partes de Grecia, especialmente cerca de las fuentes, arboledas y grutas, como por ejemplo cerca de una fuente en Cirtones, en Ática, en Olimpia, en Mégara, entre Sición y Fliunte y en otros lugares.

## En la cultura contemporánea

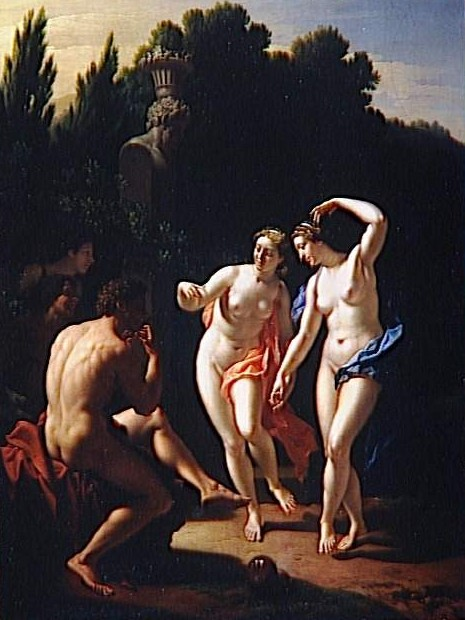
Ninfas danzando, de Adriaen y Pieter van der Werff (1718).

### Folclore griego moderno
La antigua creencia griega en las ninfas sobrevivió en muchas partes del país hasta principios del siglo XX, cuando solían ser conocidas como «nereidas». En esa época, John Cuthbert Lawson escribió:

...no hay probablemente ningún rincón o aldea en toda Grecia donde las mujeres no tomen como mínimo precauciones contra los robos y las maldades de las nereidas, mientras siguen encontrándose muchos hombres que relatan de completa buena fe historias sobre su belleza, pasión y capricho. No es solo una cuestión de fe: más de una vez he estado en pueblos donde ciertas nereidas habían sido vistas por varias personas (al menos así lo aseguraban), y había una maravillosa coincidencia entre los testigos al describir su apariencia y atuendo.

Las ninfas tendían a frecuentar zonas alejadas de los humanos pero podían ser halladas por viajeros solitarios fuera de los pueblos, donde podía oírse su música y estos podían espiar sus bailes o baños en un arroyo o charca, ya fuera en el calor del mediodía o a medianoche. Podían aparecer en un torbellino. Estos encuentros podían ser peligrosos, provocando enmudecimiento, enamoramiento, locura o apoplejía al desafortunado humano. Cuando los padres creían que su hijo había sido embrujado por una nereida, rezaban a San Artemidos.

### Connotaciones sexuales
Debido a la representación de las ninfas mitológicas como seres femeninos que mantienen relaciones con hombres y mujeres a voluntad, y completamente fuera del dominio masculino, el término se aplica a menudo a quienes presentan una conducta parecida.
En el mito de Orfeo y Eurídice, se cuenta que las ninfas perseguían a Orfeo por su dulce canto y enloquecían al ser rechazadas o incluso ignoradas por él. A partir de esto, el término «ninfomanía» fue creado por la psicología moderna para aludir al «deseo de mantener relaciones sexuales a un nivel lo suficientemente alto como para considerarse clínicamente relevante». Debido al uso generalizado del término por parte de profanos y a los estereotipos asociados a él, los profesionales prefieren actualmente el término «hipersexualidad» que, además, puede aplicarse tanto a hombres como a mujeres.
La palabra «nínfula» se usa para aludir a una muchacha sexualmente precoz. Este término fue popularizado por la novela Lolita de Vladimir Nabokov. El protagonista, Humbert Humbert, usa la palabra incontables veces, normalmente en alusión a Lolita.